# Rollcage Stage 2
Rollcage stage 2 — продолжение футуристического автосимулятора Rollcage, выпущенного британским коллективом Attention to Detail для PlayStation 29 марта 2000 года (европейская версия вышла 8 марта 2000). В основе игры, как и прежде, лежат гонки на реактивных автомобилях, со скоростями в 400 км/ч, вооружённых самыми разнообразными средствами атаки и противодействия. Машины вновь не имеют понятия верх/низ, ездят по полу, стенам и потолкам. В игре поддержано большое количество одиночных и многопользовательских режимов. Многопользовательская игра: Split screen — до 4 игроков, LAN, модем, интернет.

## Обзор
Изменения, в сравнении с первой игрой Rollcage:
- Улучшенная графика.
- Увеличение количества машин до 2 десятков. Теперь разница в их характеристиках стала намного заметнее.
- Увеличение количества, сложности и насыщенности треков.
- Увеличение количества видов вооружений до 12. Каждое оружие может быть обычным и улучшенным.
- Увеличение количества игровых режимов.
- Разнообразные бонусы.

Основное отличие заключается в том, что теперь не обязательно приходить первым. Во время заезда игроку начисляются «гоночные» и «боевые» очки, сумма которых и определяет место.

## Одиночные режимы
В игре представлено 8 одиночных игровых режимов. Некоторые доступны изначально, другие по прохождению уже доступных.
Лига
Заезды по трекам, в компании четырёх соперников. В каждой лиге предстоит пройти четыре группы трасс, по одной из каждого мира. Три трассы отборочных, и если игрок, по итогам заездов, занимает первую строчку в таблице — то получает доступ на элиминатор, гонку на вылет, где последний пришедший на круге — уничтожается.
По прохождению каждого элиминатора — демонстрируется небольшой ролик. По прохождению четвёртого — открывается следующая лига.
По прохождению четвёртого элиминатора в третьей лиге — открывается режим Остаться в живых.
Аркада
Режим доступен изначально.
Один заезд, на выбранное количество кругов, по выбранной трассе, на выбранной сложности. Позволяет оттачивать знания трасс.
Наперегонки со временем
Режим доступен изначально.
Игрок оказывается один на трассе. Всё оружие на трассе заменяется ускорителями. Начиная со второго круга — вместе с игроком едет голографический дубль, демонстрирующий лучший круг в данном заезде. Количество кругов — не ограничено.
Тренировка
Режим доступен изначально.
Игроку дано 16 трасс, которые надо пройти за минимальное время, собрать все объекты на трассе и затормозить на финишном поле. Нужно уложиться в квалификацию, для открытия следующего трека.
Stunt-треки
25 трюковых треков, состоящих из серпантина, перевёрнутых, закрученных, замороженных и разорванных трасс. Нужно пройти от старта до финиша, затормозить на финишном поле и уложиться в квалификацию, для открытия следующего трека. Иногда можно сжульничать и со старта сразу попасть на финиш, пройдя трассу за 5—8 секунд, вместо 1:05 минут.
Остаться в живых
Режим изначально закрыт. Доступ по прохождению всей Лиги.
Задача — пройти все трассы поочерёдно, с первым результатом.
Разрушение
Режим изначально закрыт. Доступ по прохождению Stunt-треков.
Задача — на каждой трассе уничтожить все уничтожаемые объекты, за минимальное время.
Все треки
Режим доступен изначально, но пока не будут доступны трассы всех миров — смысла играть в него не имеет.
Задача пройти все треки, один за одним, один-единственный круг. В зачёт идёт общее время.

## Многопользовательские режимы
- Одиночный заезд — Заезд на выбранной трассе, выбранной машине, на выбранное количество кругов.
- Турнир — Мини-турнир, для двух игроков. Выбирается несколько трасс, или указывается компьютеру, сколько произвольных трасс выбрать, после чего идут заезды на турнирный результат.
- Наперегонки со временем — Игроки оказываются на одной трассе. Всё оружие на трассе заменяется ускорителями. Количество кругов — ограничено временем. Игроки не могут столкнуться, и видят друг друга голографическими фантомами.
- Гонка-преследование — Есть три специальные круговые трассы. Два игрока оказываются на диаметрально-противоположных концах трассы, и стараются догнать друг друга.
- Разрушение — Задача в этом режиме — расколошматить больше объектов на трассе, нежели оппонент.
- Сражение — На нескольких специальных боевых трассах, игроки стараются уничтожить друг друга. Классический Deathmatch.
- Футбол — Один специальный трек. Задача — заколотить максимальное количество мячей в ворота противника.

## Трассы
В игре присутствует 6 миров, где расположены трассы:
- Harpoon — подводные трассы, расположенные в прозрачных тоннелях, на дне моря;
- Skyway — небесные трассы, расположенные под облаками;
- Outworld — марсианские трассы, расположены в неком городке, или фабрике;
- Leviathan — трассы в открытом космосе, на неких астероидах;
- Ventura — трассы в городе, расположенном в пустыне;
- Jumpgate — изначально закрыты, доступ по прохождению всей Лиги и Остаться в живых.

## Оружие
Каждая машина может нести по две единицы вооружения, которые можно задействовать в любой момент. Дополнительное оружие расположено на трассе, в виде крутящихся блямб. Всё оружие делится на защитное и атакующее. В отличие от первой игры, каждое оружие имеет два уровня (Обычное и Продвинутое), причём узнать, какое именно игрок взял, можно по мигающей светимости вокруг кольца с вооружением.

### Одиночная ракета
Обычное: Одиночная ракета, по умолчанию нацеленная на ближайший объект, расположенный на трассе, при отсутствии таковых — летит вперёд, пока не встретит препятствие. В распоряжении игрока имеется кнопка «Прицел» (по умолчанию Q), позволяющая прицелиться по впереди идущей машине. 

Продвинутое: Запуск двойной ракеты 

Противодействие: Щит, маневрирование, уход из зоны видимости.

### Пулемёт
Обычное: 100 выстрелов по направлению хода машины. Жёлтые плазменные сгустки нарушают управление и выбивают щит.

Продвинутое: 100 выстрелов по направлению хода машины. Зелёные плазменные сгустки являются самонаводящимися, вышибают щит «на раз», нарушают управление и сносят с курса.

Противодействие: Щит, уход из зоны поражения.

### Буравчик
Обычное: Тройная ракета, будучи выпущена — летит вперёд, «насквозь», по рельефу трассы (если рельеф относительно ровный), пока не врежется в объект или стену. Если на пути попадётся 2 или более машин — атакованы будут все, а ракета полетит дальше.

В режиме Сражение — это единственное доступное оружие. При попадании в противника — противник погибает и возрождается на точке респаун.

Продвинутое: Двойной запуск буравчика. При нажатии кнопки «Вид сзади» — будет запущена назад.

Противодействие: Щит, уход из зоны поражения, маневрирование..

### Лазерные лезвия
Обычное: Лазерные лезвия из колёс. Создают эффект заморозки, в результате чего машина, попавшая под лучи — теряет управление.

Продвинутое: Комбинация из лезвий и ускорителя.

Противодействие: Лазерное лезвие работает очень короткий отрезок времени, поэтому можно не приближаться к машине в это время.

### Искривление времени
Обычное: Эффект, когда для ближайших к игроку машин противника время становится «вязким», и скорость немного уменьшается. 

Продвинутое: Эффект, когда для всех машин противника время становится «вязким», и скорость уменьшается до 10 раз. 

Противодействие: Нет.

### Ракета в первого
Обычное: Ракета, которая летит через всю трассу, обгоняет лидера, разворачивается, и прицельно атакует. Может быть сбита рельефом трассы, резкими поворотами, и тоннелями.

Продвинутое: То же самое, но запускаются две ракеты. Первая сносит щит (неважно, есть он или нет), а вторая сносит лидера…

Противодействие: Щит, летящую навстречу ракету атаковать буравчиком, при определённой сноровке — можно сбить одиночной ракетой. Продвинутую ракету можно сбить комбинацией из двух буравчиков, или буравчика и щита. На сильном изгибе трассы можно выпустить одиночные ракеты, которые взорвутся перед машиной и уничтожат ракеты. Можно сбить пулемётом (см. выше).

### Портал
Обычное: Формируется червоточина, в которую вы попадаете, и выезжаете перед впереди идущей машиной. Если повезёт — можно прыгнуть в чужую червоточину.

Продвинутое: Выезжаете впереди машины, которая была на первом месте. Если вы были на первом месте, вы окажетесь перед машиной, которая на втором месте.

Противодействие: Игрок появляется прямо перед вами, поэтому можно использовать к примеру силовой таран, игрок скорей всего не успеет уйти.

### Радиальный удар
Обычное: Создаёт ударную волну вокруг машины игрока.

Продвинутое: Создаёт ударную волну вокруг машины игрока, со вдвое большим радиусом.

Противодействие: Щит, уход из поля действия.

### Ускоритель
Обычное: Машина получает толчок ускорения.
Ускоряться можно и просто продвигаясь по трассе, при помощи синих площадок.

Продвинутое: Машина получает толчок ускорение, как от использования двух обычных ускорителей.

### Щит
Обычное: Создаёт вокруг машины силовой экран.

Продвинутое: Делает машину невидимой для самонаводящихся средств, ракета в первого теряет цель. И еще может выдержать к примеру радиальный удар (после него щит останется). Эффект пропадает после первого же столкновения.

### Силовой таран
Обычное: Вокруг машины создаётся силовое кольцо, которое выкидывает в небо (не высоко) любого противника, попавшего в зону поражения.

Продвинутое: То же, но добавляются два вращающихся кольца, увеличивающих зону поражения, и притягивающих к игроку находящихся поблизости противников.

Противодействие: Щит, уход из поля действия.

### Лучстазиса
Обычное: Очень сложное к использованию оружие, но весьма результативное. От машины игрока протягиваются два луча, и любая машина, попавшая под удар, оказывается заморожена в воздухе на время от 3 до 5 секунд. На замороженную машину не оказывают влияния попадания ракет или иные виды оружия.
Если удерживать кнопку — то можно задержать момент выстрела, пока машина противника не окажется в зоне поражения. Но если задержать на слишком большой отрезок времени, вы попадёте под удар.

Продвинутое: При нажатии кнопки «Вид сзади» выстрел будет произведён назад, машина задерживается в воздухе немного дольше.

Противодействие: Манёвренность, уход из поля зрения.

## Особенности игры
Можно применить 2 ускорителя одновременно, что даст эффект гиперскорости, но сведёт управляемость практически к нулю. Применение двух продвинутых ускорителей — даёт тот же эффект, что и двух обычных.

Для форсированного старта нужно нажать акселератор в момент «GO», что особо важно для Stunt-трека и Практики.

## Оценки
| Сводный рейтинг | Сводный рейтинг |
| Агрегатор       | Оценка          |
| --------------- | --------------- |
| GameRankings    | 79,04 %         |